# 米哈伊爾·托爾斯特赫
米哈伊尔·谢尔盖耶维奇·托尔斯特赫（羅馬化：Mikhail Sergeyevich Tolstykh；1980年7月19日—2017年2月8日），绰号吉威（Ги́ви），是顿涅茨克脱离乌克兰运动的积极参与者，长期率军参与和乌克兰军队的军事冲突。托尔斯特赫生前曾担任頓涅茨克人民共和國武装索马里营指挥官。2017年2月8日，托尔斯特赫在一起办公室爆炸事件中死亡。